# Nycteribia parvula
Nycteribia parvula är en tvåvingeart som beskrevs av Speiser 1900. Nycteribia parvula ingår i släktet Nycteribia och familjen lusflugor. Inga underarter finns listade i Catalogue of Life.